# Саммер Бриэль
Саммер Бриэль (англ. Summer Brielle; род. 7 февраля 1987, Теннесси) — американская порноактриса. Настоящее имя Лора Кокс (англ. Laura Cox).

## Биография
Саммер Бриэль родилась 7 февраля 1987 года в Теннесси. После окончания средней школы, Тэйлор подрабатывала в местной рекламной компании моделью и параллельно снималась для журнала «Плейбой». Также Саммер некоторое время выступала в качестве стриптизёрши и работала веб-моделью. В порноиндустрию пришла в 2010 году. В 2015 году снялась в своей первой анальной сцене.

## Премии и номинации
| Год  | Премия     | Результат | Категория                     | Фильм                             |
| ---- | ---------- | --------- | ----------------------------- | --------------------------------- |
| 2014 | XBIZ Award | Номинация | Лучшая новая старлетка        | н/д                               |
| 2015 | AVN Award  | Номинация | Лучшая сцена группового секса | Holly… Would                      |
| 2015 | AVN Award  | Номинация | Лучшая сцена группового секса | Orgy Masters 4                    |
| 2015 | XBIZ Award | Номинация | Лучшая актриса — пародия      | 9 1/2 Weeks: An Erotic XXX Parody |
| 2015 | XBIZ Award | Номинация | Лучшая сцена — пародия        | 9 1/2 Weeks: An Erotic XXX Parody |
| 2016 | AVN Award  | Номинация | Лучшая сцена группового секса | Prince the Punisher               |
| 2016 | XBIZ Award | Номинация | Лучшая сцена — гонзо          | Prince the Punisher               |